# Revue illustrée
La Revue illustrée est une publication bimensuelle française créée par Ludovic et René Baschet, publiée de 1885 à 1912.

## Débuts

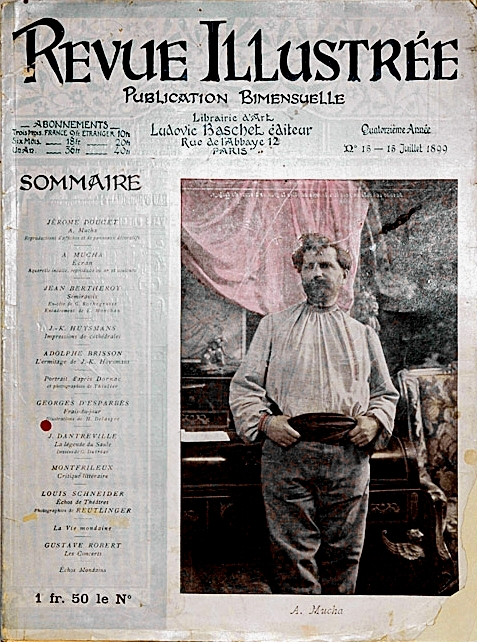
Portait en photochromie d'Alfons Mucha, 15 juillet 1899.

L'éditeur Ludovic Baschet (1834-1909), propriétaire de « La Librairie d'art » située au 125 boulevard Saint-Germain lance le 15 décembre 1885 le premier numéro de la Revue illustrée. Vendue 1,50 franc, au format 25 x 32,5 cm pour 32 pages illustrées en noir et blanc, elle paraît tous les 15 jours.
La devise en latin de la revue est « unguibus et rostro », littéralement « des ongles et du bec », c'est-à-dire « avec toute sa vigueur ». Chaque numéro promet aux lecteurs un hors-texte, généralement une gravure en couleurs reproduite selon un procédé photomécanique perfectionné par Ludovic Baschet entre 1874 et 1878 à travers sa « Galerie contemporaine, littéraire, artistique », une collection de biographies et portraits illustrés qui avait connu un franc succès. Cette Galerie, redécoupée, fut ensuite offerte en prime aux lecteurs de la revue, elle contient des photoglypties tirées par Goupil & Cie d'une excellente qualité.
Sans être véritablement pionnier dans la presse périodique illustrée, Baschet introduit très tôt le mélange de clichés tirés soit de gravure sur bois, soit de photographie. Il fait ainsi appel à Pierre Petit, un élève d'Eugène Disdéri dont le studio fournit déjà la presse, et bien entendu, à une armée de graveurs. Il s'entoure pour ses affaires de ses fils, dont René Baschet (1860-1949).
La présentation de cette revue imprimée sur papier glacé est du genre soigné, l'effort porte non seulement sur la qualité des articles mais sur la mise en page ornementée qui annonce l'art nouveau. L'imprimerie Draeger est, un temps, l'un de leurs fournisseurs.
La direction littéraire et artistique est confiée dans un premier temps au journaliste et éditeur d'art François-Guillaume Dumas (1847-1919) qui avait déjà écrit pour les éditions de Baschet plusieurs guides de musées et qui collaborait à leur hebdomadaire Paris illustré,.
Au début des années 1890, les Baschet déménagent leur librairie au 12 rue de l'Abbaye, laissant leurs anciens locaux à l'éditeur Édouard Pelletan, puis confient la revue à Jérôme Doucet en 1895 qui va la diriger jusqu'en 1901 et y introduire des photo-reportages sur l'actualité en général.

## Nouvelle formule

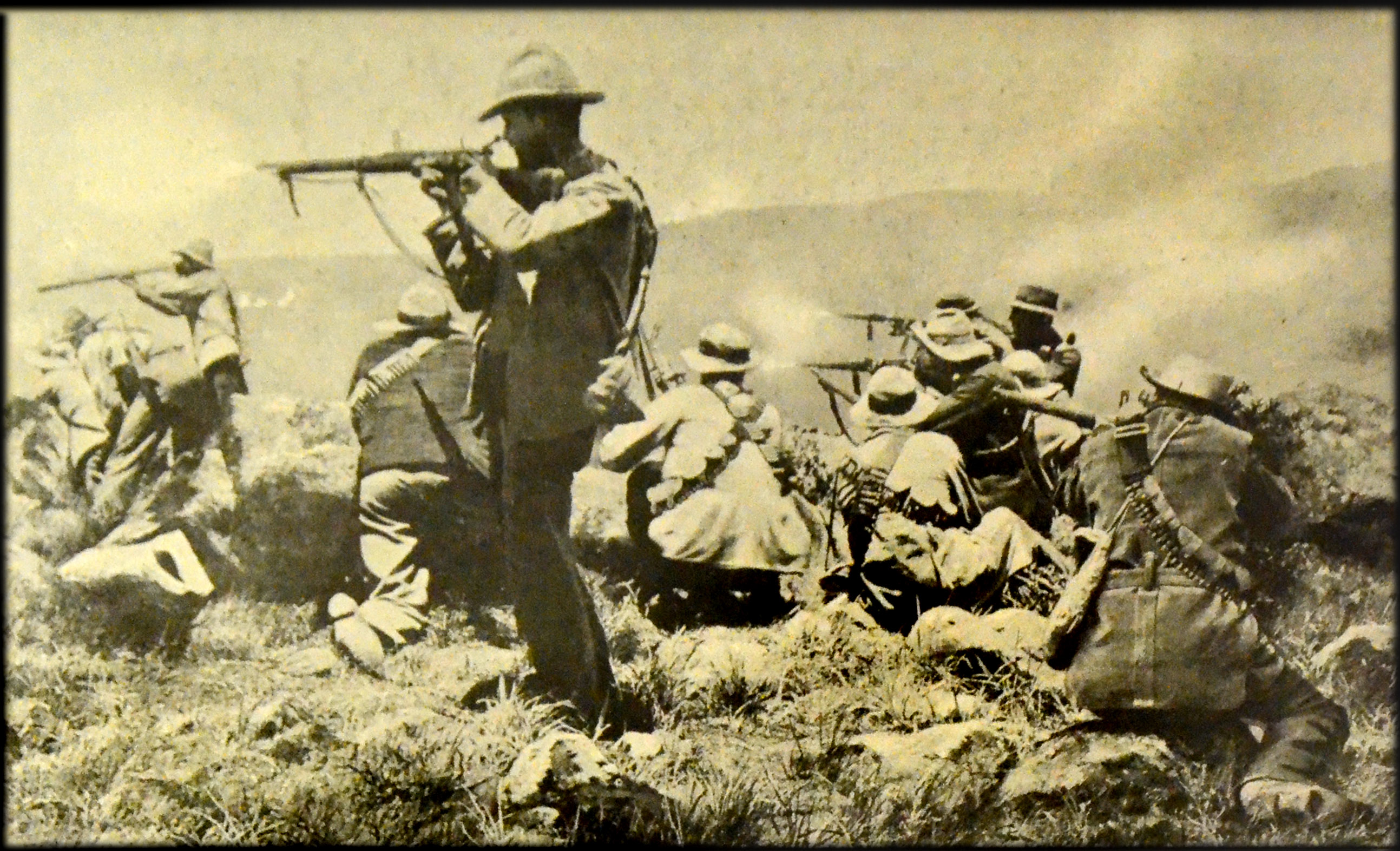
« La Guerre des Boers » fut abordée de front par la Revue illustrée à coup de photo reportages (1902).

La famille de Ludovic Baschet prend le contrôle de L'Illustration en mars 1904. Dans un premier temps, la Revue illustrée change de formule, devenant sous la direction de Paul-Franz Namur (1877-1958) le « bimensuel de la haute société artistique, littéraire et mondaine », Doucet revenant pour peu de temps à la direction artistique. L'adresse est désormais au 14 rue Drouot, la revue rejoignant la République du Croissant.
En 1907, Namur, tout en restant directeur artistique, est remplacé par Jules Lamarre, éditeur par ailleurs de livres scientifiques. En 1909, la revue est rachetée à la mort de Baschet par l'éditeur parisien Gustave Ficker.
Le dernier numéro sort des presses en décembre 1912.

## Contributeurs notoires

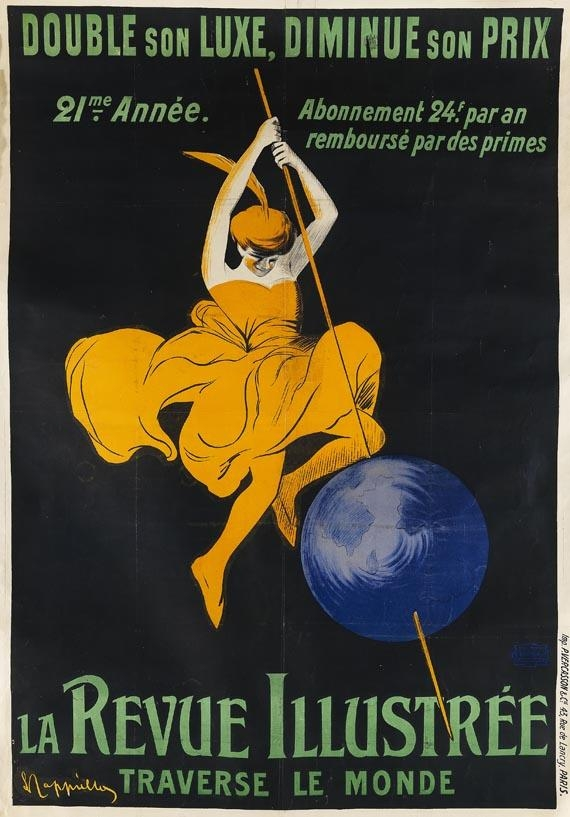
L'affichiste Leonetto Cappiello prête son talent au lancement de la nouvelle formule (1906).

### Écrivains
- Jean Aicard
- Alphonse Allais
- Adolphe Brisson
- Georges Courteline
- Georges de Lys
- Jérôme Doucet
- Gustave Goetschy
- Édouard Lalo avec des partitions
- Hugues Le Roux
- Guy de Maupassant
- Jules Méry
- Charles Ponsonailhe
- Francisque Sarcey
- Armand Silvestre
- Maurice Talmeyr
- Eugène Tardieu
- Émile Zola, publication en feuilleton du roman Le Rêve

### Illustrateurs
- Eugène Cadel
- André Cahard
- Paul Carrey
- Alice Dannenberg
- Ernest Florian
- Frédéric Florian
- Paul Gavarni
- Eugène Grasset
- Pierre Georges Jeanniot
- Maurice Lefebvre-Lourdet
- Auguste Lepère
- Luděk Marold
- Paul Mathey
- Luc-Olivier Merson
- Manuel Orazi
- Théophile Poilpot
- Jean-François Raffaëlli
- Stanislaw Rejchan
- Georges Récipon
- Paul Renouard
- Georges-Antoine Rochegrosse
- Carlos Schwabe
- Sem
- Edmond Stoullig
- Jan Van Beers
- Adolphe Willette